# Новочеркаська духовна семінарія
Донська духо́вна семіна́рія — вищий навчальний заклад Ростовської єпархії Російської Православної Церкви, що готує священно- і церковнослужителів.

## Історія

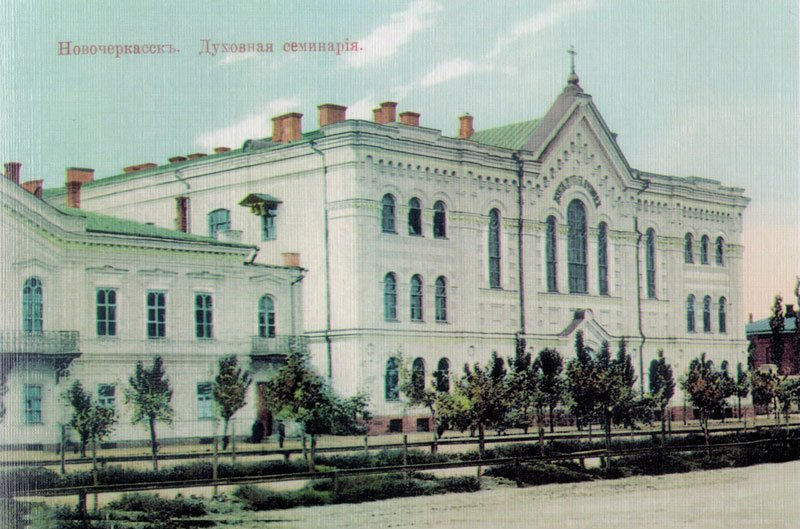
Будівля духовної семінарії на дореволюційній листівці

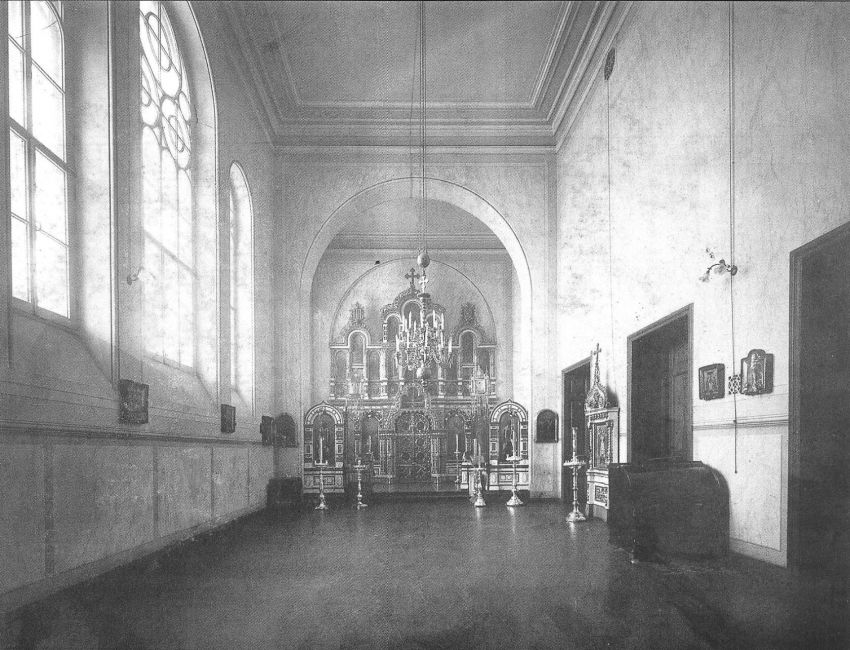
Будинкова церква в семінарії

Відкрита 1 жовтня 1868 року завдяки праці архієпископа Донського Платона Городецького . Розташовувалася в кафедральному місті Донської єпархії — Новочеркаську. У 1883 році була переведена в гарну двоповерхову будівлю, створену за проектом А. Ященка на Платовському проспекті (за радянських часів — навчальна будівля Новочеркаського училища зв'язку, припинило існування в 2011 році). У тому ж 1883 році була освячена і семінарська (будинкова) церква в ім'я Іоанна Богослова.
У 1885 році ректор М. В. Сімашкевич відкрив при семінарії клас іконописання, через три роки він же відкрив при семінарії Іоанно-Богословське товариство. При ньому ж Новочеркаську духовну семінарію вперше відвідав російський імператор. 7 травня 1887 року семінарія приймала Імператора Олександра III зі своєю сім'єю. Цікаво, що протоієрей Сімашкевич керував Новочеркаською духовною семінарією більше 20 років і 25 листопада 1905 року, будучи вже в сані архімандрита, він був призначений єпископом Чебоксарським, тобто другим вікарієм Казанської єпархії, а в 1907 році — єпископом Пензенським і Саранським.
Також примітно те, що 10 січня 1915 року Митрофан Сімашкевич був повернутий на Дон в якості глави Донської єпархії і керував нею в роки Першої світової війни, Жовтневої революції і Громадянської війнив Росії.
Після Жовтневої революції нова влада взяла курс на ліквідацію духовної освіти. У 1918 році заняття в семінарії припинилися. Під час громадянської війни червоногвардійці влаштували в семінарському храмі ап. Іоанна Богослова казарму, а в будівлі Новочеркаського духовного училища з 1920 році розміщувалася дитяча трудова колонія. У 1920 році семінарія вимушено перетворена в пастирські курси, а в 1921 році остаточно закрита.
До січня 1947 єпископ Серафим Шарапов підготував усе необхідне для відкриття в Ростові-на-Дону духовної семінарії і звернувся до Патріарха з проханням виклопотати дозвіл на її відкриття. Однак в жовтні 1947 року Рада міністрів СРСР відмовила у дозволі.
6 жовтня 2010 року рішенням Священного Синоду Російської православної церкви Ростовське місіонерське духовне училище було перетворено в Новочеркаську духовну семінарію. 23 листопада того ж року в Ростові-на-Дону відбулося урочисте відкриття відродженої семінарії, яка розташувалася в навчальному корпусі на подвір'ї Серафимівського храму, на вулиці Портовій в Ростові-на-Дону.

## Ректори
- Архімандрит Веніамін (Смирнов) (1868—1879)
- Архімандрит Мефодій (Нікольський) (12 листопада 1879—1882) і / д
- Архімандрит Іоанникій (Казанський) (1882—1884)
- Протоієрей Митрофан Сімашкевич (1884—1906)
- Архімандрит Давид Качахідзе (25 серпня 1906—1907)
- Протоієрей Олександр Замятін (13 вересня 1907 — 16 квітня 1909)
- Архімандрит Севастіян (Весті) (1909—1914)
- Протоієрей Димитрій (Богоявленський) (1914 — бл. 1917)
- Архімандрит Борис (Рукін) (1920—1921)
- Архієпископ Пантелеймон (Долганов) (6 жовтня 2010 — 5 жовтня 2011)
- Митрополит Меркурій (Іванов) (5 жовтня 2011 — 29 травня 2013)
- Протоієрей Тимофій Фетисов[1] (з 29 травня 2013)

## Інспектори
- Василь (Орлов) (березень 1869 — 31 жовтня 1881)